# ديفيد باتي
ديفيد باتي (بالإنجليزية: David Batty)‏ (مواليد 2 ديسمبر 1968) هو لاعب كرة قدم. يلعب مع منتخب إنجلترا لكرة القدم. سبق له أن لعب في كأس العالم لكرة القدم مع منتخب بلاده.

## مسيرته الكروية
لعب ديفيد باتي خلال مسيرته الاحترافية مع 3 أندية في عشرون موسمًا وسجل خلالها 8 أهداف ضمن 438 مباراة. ولم يفز بأي موسم بالكأس وفاز في موسمين بالدوري.
خاض ديفيد باتي مسيرته مع نادي ليدز يونايتد في موسم 1987–88 في المرة الأولى ليلعب معه سبعة مواسم ثم في موسم 1998–99 ليلعب معه ستة مواسم، مشاركًا طوالها في 301 مباراة سجل خلالها 4 أهداف. ثم انتقل إلى نادي بلاكبيرن روفرز في موسم 1993–94 واستمر معه طيلة ثلاثة مواسم، حيث شارك في 54 مباراة سجل خلالها هدفًا واحدًا. لينتقل بعدها إلى نادي نيوكاسل يونايتد في موسم 1995–96 ليلعب معه أربعة مواسم، مشاركًا في 83 مباراة سجل خلالها 3 أهداف.

## روابط خارجية
- ديفيد باتي على موقع الاتحاد الدولي (مؤرشف)  (الإنجليزية)
- ديفيد باتي على موقع قاعدة بيانات كرة القدم.إي يو (الإنجليزية)
- ديفيد باتي على موقع ناشيونال فوتبول تيمز (الإنجليزية)
- ديفيد باتي على موقع Soccerbase.com (لاعب) (الإنجليزية)
- ديفيد باتي على موقع عالم كرة القدم.نت (الإنجليزية)
- ديفيد باتي على موقع كووورة